# Марто Бойчев
Марто Бойчев е български футболист, който играе като полузащитник за ЦСКА 1948.

## Кариера
Бойчев започва своята кариера в академията на Левски (София), преди да се присъедини към школата на ЦСКА 1948 през 2022 г. На 10 февруари той дебютира за отбора в мача за Суперкупата на България 2023 г. срещу Лудогорец (Разград) на възраст 15 години, 10 месеца и 26 дни. Бойчев прави своя дебют в Първа професионална футболна лига на 25 февруари в мач срещу Славия (София).